# 林依麗

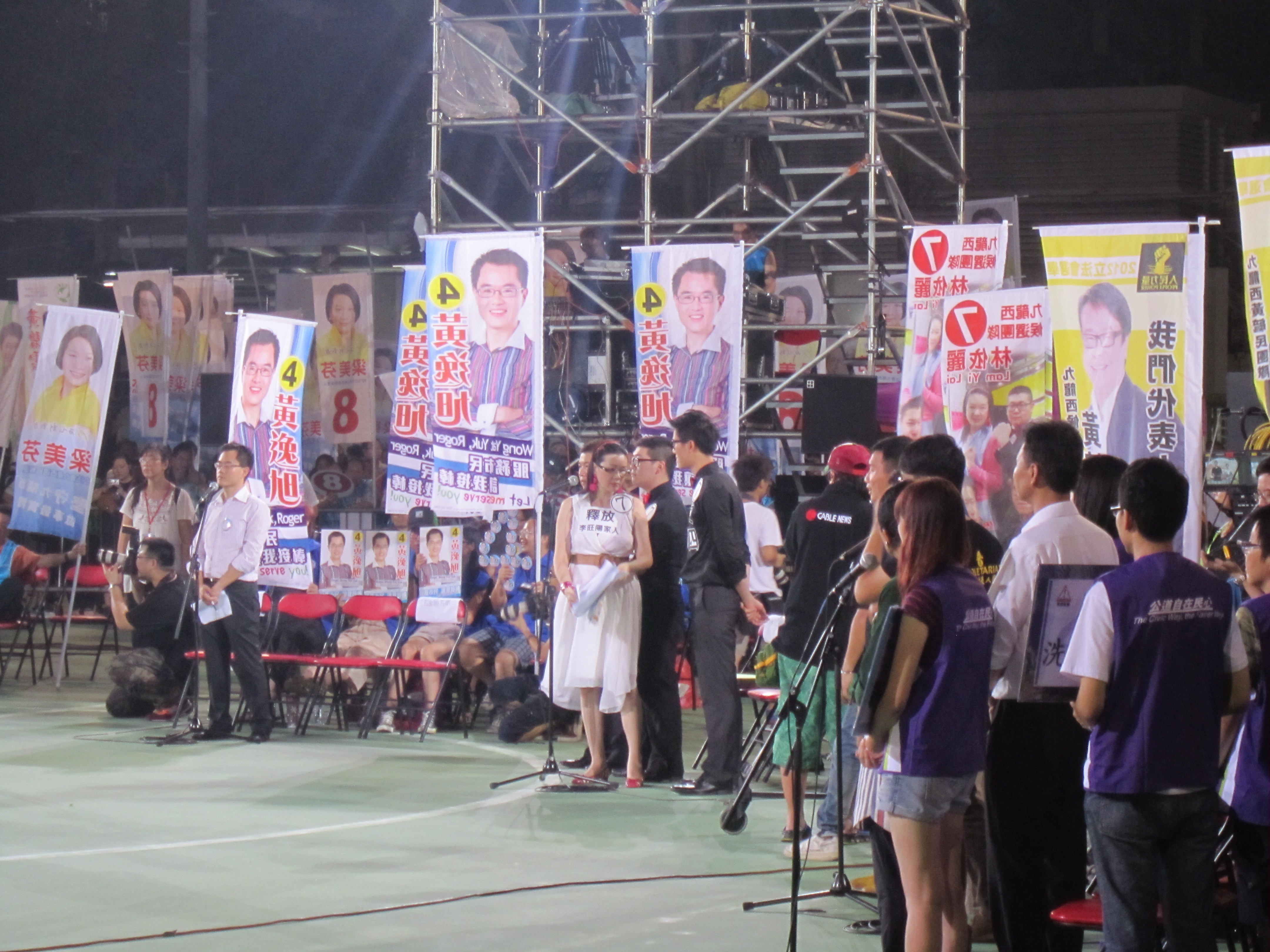
林依麗在2012年香港立法會選舉九龍西論壇

林依麗（英語：Grace Lam Yi Lai，1958年7月17日— ），前香港仁濟醫院及保良局總理，民建聯前成員，香港關注會創辦人，四度參加香港立法會選舉均低票落敗。政綱以「反對包二奶」最為著名。

## 最新動態
二零一九年七月三十一日，林依麗在《eetv》節目中表示願意幫助香港參與反送中示威的年輕人申請美國居留簽證和留學簽證，林女士表示現時身在美國的夏威夷州。

## 簡歷

### 事業
林依麗18歲起活躍於樓宇投資業務，1987年与做裝修生意男友周錫良同居，後育有兩子，之後四年間開了多間地產公司，1995年傳因感情問題為一名上市公司主席而自殺。
1996年九月与同居九年男友分手，并因聯名物業而鬧上法庭，不過同年10月，她向外宣布有意參選香港特區首屆行政長官一職，并指當時熱門人選的董建華和楊鐵樑太老，反應和思考略嫌太慢，而另一候選人吳光正又只長于做生意，不了解港人心態。最後，林依麗因為當時未滿40歲不能參選而放棄。
1997年以反對「包二奶」為政綱參選港區人大代表落敗。

### 公益事務
1995年出任香港仁濟醫院總理，翌年兼任保良局總理，但分別於1997年及1999年辭去兩職。

### 佚聞
2001年6月4日，聲稱是林依麗兄長的前警員林世傑，因賭欠債數十萬，在走投無路下要求政府提早發放其退休金，並向社會福利署求助，但不果，林世傑遂多次以頭撞牆企圖自殺，救護員將他送院時又激動衝出馬路企圖輕生，被及時制止；記者向林依麗致電了解，但她表示沒有一名兄弟親人叫林世傑。 
2009年3月，林依麗以四太違反一夫一妻為由，收集市民簽名，反對賭王四太梁安琪續任保良局總理，與此同時有人自稱「林依麗哥哥」致電報館，揚言若四太肯出錢買料，他會踢爆「妹妹」不為人知的過去；那邊廂賭王則揚言「幾時都撐太太」，並指林太落伍，是「100年前出世的人」。
2010年8月，林依麗在其自拍短片中，針對歌星容祖兒呼籲「香港人不應就有香港旅客在菲律賓被槍殺事件而解僱菲傭」的言論發表意見，她指容祖兒只是「歌星仔」，暗指容祖兒沒有資格作出言論，並指香港人是有權解僱菲傭，更直斥特首曾蔭權不應提及「菲律賓」三字。

### 多次被「非禮」
2010年5月13日，林依麗參與商台立法會補選九龍西選區辯論直播，候選人黃毓民與白韻琴展開罵戰期間，白的「另一半」謝偉俊一度衝入錄音室，而同為候選人的林依麗突然向謝指罵，混亂間二人疑有身體碰撞，林依麗激動報稱遭謝非禮，根據被上載到YouTube的有關的片段所見，當時林依麗挺起胸膛多次試圖撞向謝偉俊，並高叫「你宜家非禮我」，及後警員接報到場，林則表示會「自行解決」，謝偉俊表示若林在補選後仍不澄清事件，他將不排除對林採取法律行動。 
2010年4月3日晚上，林依麗致電999報案中心，投訴油麻地富裕臺保安員使用無效證件及非禮。7月28日，九龍城裁判法院裁定林依麗虛報非禮罪成。 8月16日，林被判入獄兩個月、緩刑18個月，裁判官羅德泉斥責行為顛倒是非黑白，漠視看更含冤及困擾以及可能被定罪的嚴重結果，但認同案件並非預謀，林僅一時衝動及失去理智，遂判處緩刑。
而林則在事後表示「法官強姦了她的思想」，認為對方不知其親身感受誓言，更嘲該官「同老婆做愛都唔知佢有無高潮」（跟老婆性交都不知她有沒有性高潮），暗指法官不知其右胸被觸碰後的感覺，她表示決定上訴「為香港女士伸冤」。
大律師陸偉雄指出，林的「法官做愛」言論並非在庭內表達，故不構成藐視法庭，但認為字詞涉人身攻擊，並不尊重法官及法庭，應予以譴責。
2011年林依麗上訴失敗，判囚2個月緩刑18個月。

### 創立網台
2013年，林依麗創立網台EETV，並於同年7月17日下午1時舉行開幕禮，同時網台正式啟播。

## 從政經驗

### 染指政壇
1996年，林依麗宣佈有意參選第一屆香港特首選舉，但因為當時未滿40歲而不合資格。1997年，林依麗以反對「包二奶」為政綱參選港區人大代表，但告落敗。1998年，林依麗報名參選立法會選舉，但未能成為正式候選人。
2008年，林依麗創辦香港關注會，參選立法會選舉九龍西選區，僅得0.29%得票率而落敗，得票在13張名單中列第11位。2010年，林依麗參選立法會九龍西補選。結果得1000票，未能出選。2011年，林依麗參選區議會佐敦西選區，結果得333票，得票為3位候選人中最低。
2010年於宣佈角逐九龍西補選時，她大膽提出表示贊成功能組別，但要取消功能組別的投票權。
。而角逐佐敦西區議員時，她亦有重提上述政綱，更提出取消廉政公署、民政事務局及個人資料私隱專員公署，以省回庫房金錢。

### 2012年香港立法會選舉揭發梁美芬漏報買賣樓宇
林依麗在now TV中的選舉論壇中，揭發梁美芬過去多年以公司名義多次買賣樓宇，曾賣出4個位處新界的物業，雖然有向立法會申報買賣紀錄，卻無申報該公司，欺騙市民。明報於2012年8月23日報導，指其翻查資料顯示，梁美芬過去4年買賣樓宇7次，至報導時手持物業由6個減至3個。在股份一項申報上，她申報的6間公司中，聲稱分別從事推廣環保、推廣《基本法》等活動，但沒有一間公司的業務是從事物業買賣。

### 2016年香港立法會選舉
2016年，林依麗再次參選立法會，得到634票落敗。

### 宣布退出政壇
2017年12月15日，林依麗在其網台節目上宣布退出政壇。

## 外部連結
- 林依麗網
- 林依麗的Facebook專頁